# 印西市立内野小学校
印西市立内野小学校（いんざいしりつ うちのしょうがっこう）は、千葉県印西市内野一丁目にある公立小学校。

## 概要
印西市の南西部に位置する。

## 沿革
（この節の出典）
- 1984年（昭和59年）4月1日 - 印西町立内野小学校設立。
- 1989年（平成元年）4月1日 - 原山小学校が開校し、分離。
- 1996年（平成8年）4月1日 - 市制施行にともない、印西市立内野小学校と改称。

## 学区
印西市内野一丁目、内野二丁目、内野三丁目、戸神台一丁目及び中央南一丁目の全部の区域。

## 進学
- 印西市立原山中学校